# Neptunea laeva
Neptunea laeva is een slakkensoort uit de familie van de Buccinidae. De wetenschappelijke naam van de soort is voor het eerst geldig gepubliceerd in 1987 door Golikov, Goryachev & Kantor.